# Pralka

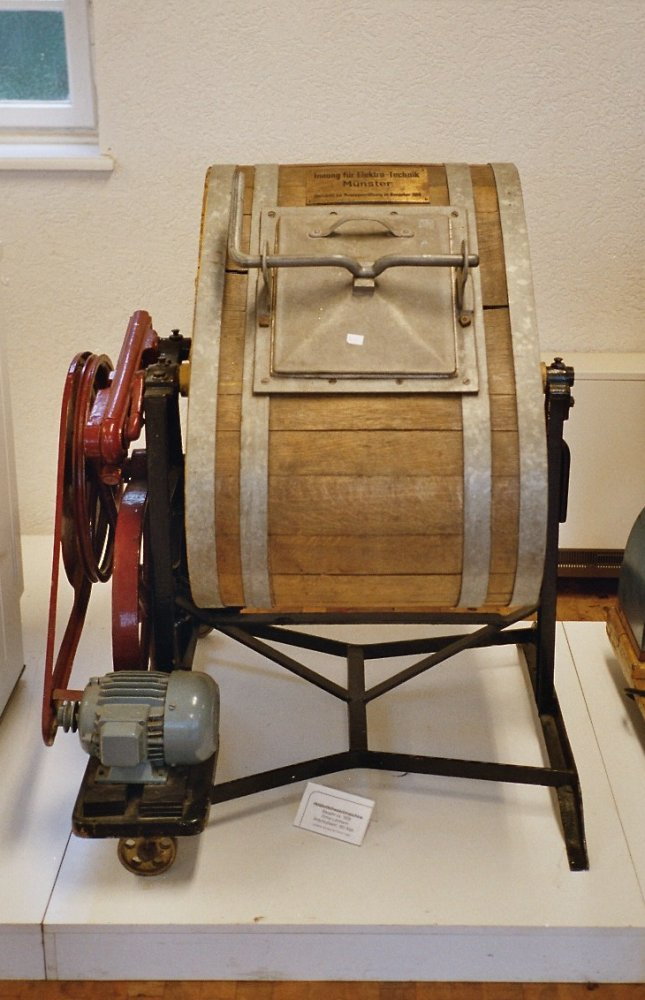
Jedna z pierwszych pralek z napędem elektrycznym

Pralka – urządzenie mechaniczne służące do prania odzieży. Pierwszą pralkę zbudował Amerykanin James King w 1851 roku. Jej działanie opierało się na wykorzystaniu pary, a zasada działania tej pralki znacznie odbiegała od naśladowania ręcznych czynności.
Pralki napędzane elektrycznie zaczęto konstruować w 1899 roku. Jedną z pierwszych była pralka z bębnem z lakierowanego drewna, która została zbudowana w 1907 roku przez Alvę Fishera. Przez kilka następnych lat ta pralka była udoskonalana poprzez poziome lub pionowe ustawienie bębna, zmianę szybkości obrotów, itp. W Polsce przez wiele lat popularna była pralka Frania. Z czasem pralki półautomatyczne zostały wyparte przez automatyczne. Pralka z 1934 roku sama utrzymywała stałą temperaturę wody, dozowała proszek i płukała. W 1937 roku w USA zbudowano pierwszą programowaną pralkę automatyczną – wykonującą takie czynności jak: pranie, płukanie, odwirowanie oraz czasowe zaprogramowanie czynności, ustawienia temperatury wody czy szybkości obrotów.
Pierwszą produkowaną w Polsce pralką automatyczną była produkowana od lat siedemdziesiątych przez Zakłady Zmechanizowanego Sprzętu Domowego „Polar” we Wrocławiu pralka: Polar PS 663 Bio „Superautomat”.
Współczesne pralki automatyczne zużywają mniej wody i energii elektrycznej niż modele z XX wieku, zachowując przy tym jakość prania. Przepisy zobowiązują producentów do dołączania etykiet energetycznych informujących o zużyciu energii przez dany wyrób.
Po włożeniu odzieży do pralki, dodaniu detergentu i rozpoczęciu programu, pralka wykonuje z reguły kilka funkcji:
- pranie wstępne – po uruchomieniu tej funkcji pralka rozpoczyna pranie dla rzeczy bardzo zabrudzonych trwa około 15 minut z temperaturą do 30°C lub na zimno.
- pranie główne – to pranie  normalne, piorące z temperaturą do 90°C (w zależności od ustawień i opcji). Po tym cyklu następuje wirowanie pośrednie z niskimi obrotami (na programach delikatnych nie wykonuje wcale).
- płukanie – cykl wypłukujący resztki detergentu z odzieży piorący w zimnej wodzie. Istnieją również pralki z opcją  płukania w ciepłej wodzie lub podgrzewania wody podczas tego cyklu (np. na programie parowym). Po tej funkcji następuje wirowanie pośrednie. Na programie Bawełna płukanie jest wykonywane domyślnie 3 razy + dodatkowe płukanie 4 razy (razem ze zmiękczaniem), a w niektórych modelach pralek 5.
- wirowanie – ostatnie wirowanie z najwyższymi możliwymi obrotami dla danego programu (ten cykl można wyłączyć).

Współcześnie producenci umieszczają na pralkach symbole bądź ekran umożliwiający odczytać prędkość wirowania, ustawioną temperaturę, wybrany program bądź ustawienie specjalnych funkcji, jak np. opóźniony start.

## Rodzaje współczesnych pralek

### Ładowane od przodu

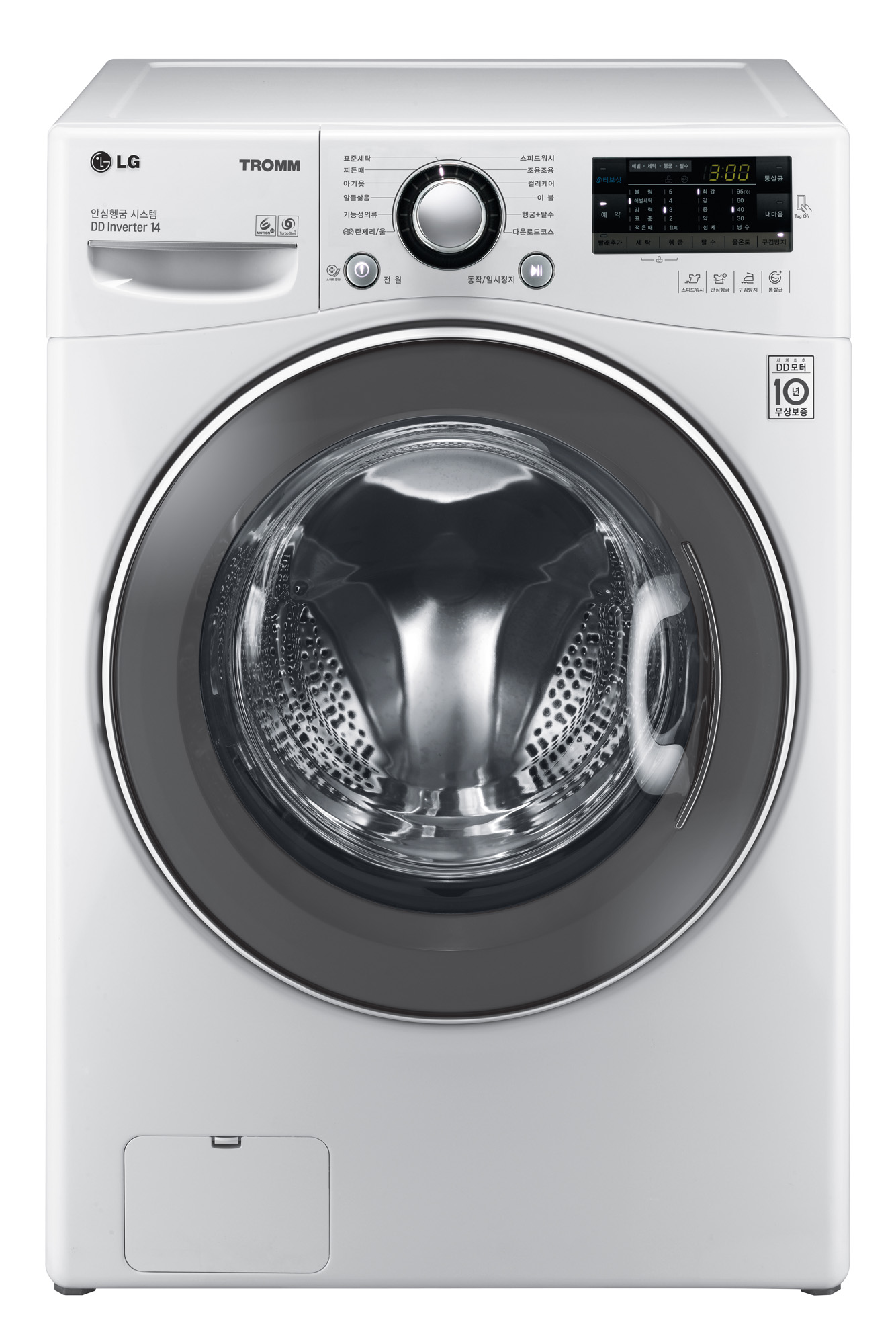
Pralka z otworem wrzutowym umieszczonym z przodu

Pralki ładowane z przodu są najpopularniejszym typem pralek prawie na całym świecie. Otwór wrzutowy znajduje się z przodu urządzenia. Bęben pralki obraca się dookoła osi ustawionej równolegle do płaszczyzny podłogi, przez co zawartość bębna porusza się w górę i w dół. Większość pralek przeznaczonych do publicznego użytku (np. w pralniach) jest tego typu.
Pralki ładowane od przodu zużywają mniej wody i detergentu niż tradycyjne pralki ładowane od góry z bębnem o pionowej osi oraz wirują ubrania wydajniej ze względu na budowę bębna. Pralki tego typu mogą osiągać do 2000 RPM w trakcie odwirowywania ubrań, chociaż większość urządzeń domowego użytku wykonuje około 1000 RPM.

### Ładowane od góry

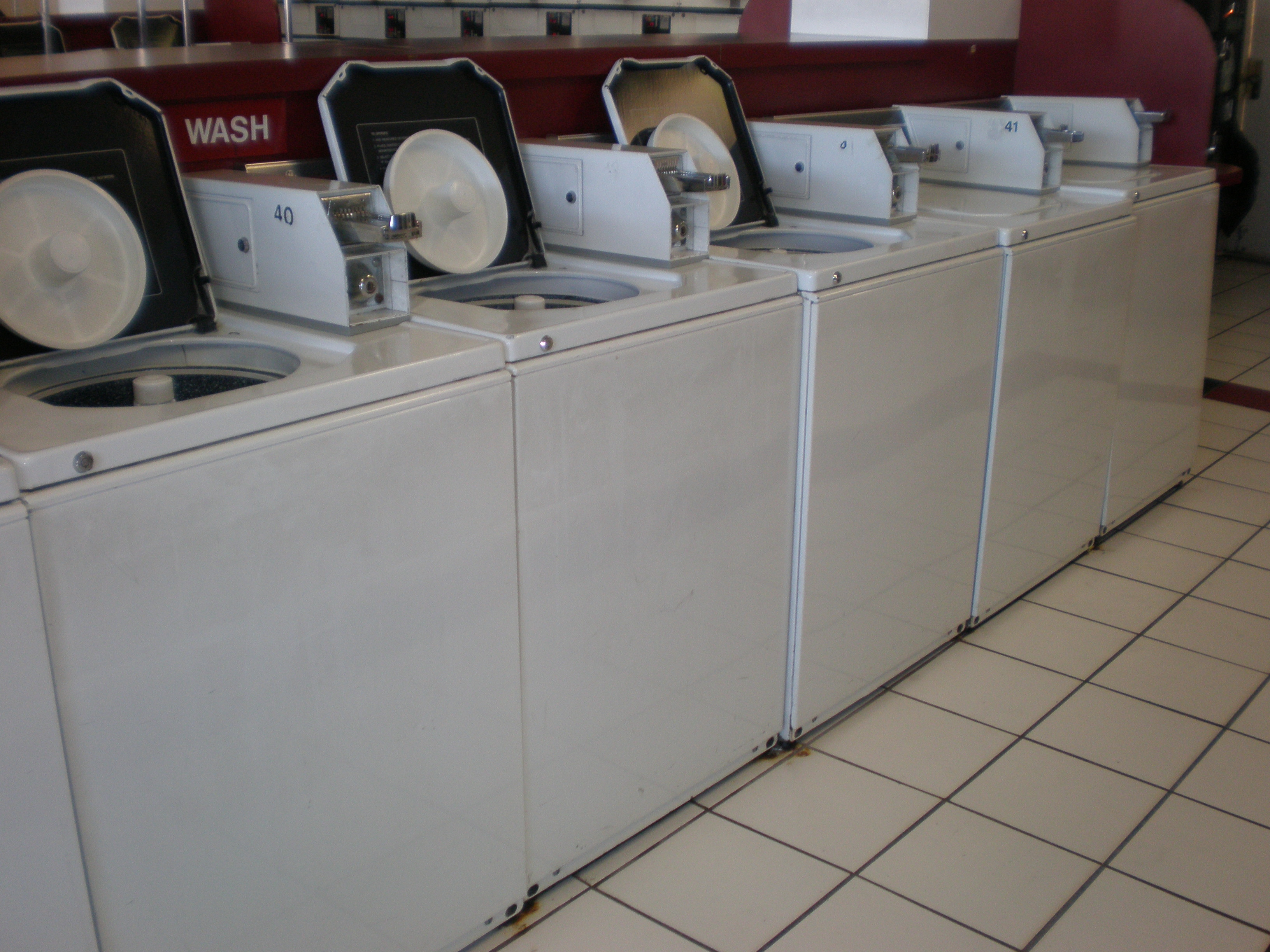
Pralki ładowane od góry z bębnem pionowym

Typowe pralki ładowane od góry są popularne w Stanach Zjednoczonych, Kanadzie, Nowej Zelandii, Australii i w Ameryce Łacińskiej. Ubrania są wrzucane do bębna od góry, a bęben obraca się wokół osi umieszczonej prostopadle do płaszczyzny podłogi. Przez to pralki te zużywają około 2 razy więcej wody i detergentów, a ubrania są bardziej mieszane niż wirowane. Ze względu na budowę bębna, pralki tego typu mogą wirować z prędkością około 650 RPM. Pranie w pralce tego typu trwa krócej niż w pralce ładowanej od przodu z powodu prostoty urządzenia. Prostota budowy sprawia również, że wycieki z tego typu pralki są mniej prawdopodobne. Pranie dużych rzeczy takich jak poduszki może być kłopotliwe w takiej pralce, gdyż unoszą się one na wodzie. Maszyny tego typu są zazwyczaj tańsze, lecz koszty użytkowania sprawiają, że pralki ładowane od przodu są lepszym ekonomicznie wyborem.
Występujące w Europie pralki ładowane od góry posiadają bęben o poziomej osi, a załadunek bielizny do prania następuje przez klapkę bębna umieszczoną w cylindrycznej jego części. Pod względem osiągów, zużycia wody i prądu nie odbiegają one od podobnych modeli pralek ładowanych od przodu. Tego typu pralki stają się popularne również w krajach Ameryki Północnej ze względu na mniejsze zużycie wody i prądu od pralek z bębnem o osi pionowej. Spotyka się również pralki „małogabarytowe” – pralki ładowane od góry, które ze względu na oszczędność miejsca posiadają zmniejszoną od standardowej wysokość. W Polsce pierwszą tego typu pralką była produkowana od 1976 roku na niemieckiej licencji firmy Blomberg pralka Polar P-565.

## Klasa energetyczna pralek
Klasa efektywności energetycznej w pralkach informuje o rocznym zużyciu energii w kWh. Zaczynając od klasy A+++ (najbardziej oszczędna) do klasy D (najmniejsza efektywność).
Wszystkie wskaźniki efektywności energetycznej stosowanej w pralkach to:
- A+++ – współczynnik mniejszy niż 46%
- A++ – współczynnik pomiędzy 46% a 52%
- A+ – współczynnik pomiędzy 52% a 59%
- A – między 59 a 68%
- B – między 68 a 77%
- C – między 77 a 87%
- D – wyższy niż 87%